# 신승리
신승리(1977년 4월 4일~)는 대한민국의 배우이다.

## 생애
1985년 아역 배우로 데뷔하였고, 2021년 연극에, 2002년 영화에 진출하였다.

## 가족 관계
- 배우자: 홍장현 (1976년 7월 9일)
- 아버지: 신상옥 (1925년 9월 12일 ~ 2006년 4월 11일)
- 어머니: 오수미 (1950년 10월 3일 ~ 1992년 6월 30일)
- 이모: 윤영실 (1956년 7월 8일 ~ 1986년 5월)

## 출연작

### 영화
- 2002년 질투는 나의 힘 : 여직원 - 회계 역
- 2005년 너는 내 운명 : 보건소 여직원 역
- 2006년 괴물 : 도날드 애인 역
- 2006년 썬데이 서울 : 데이트 여자 역